# Czesław Brózda
Czesław Brózda, także Bruzda (ur. 13 lipca 1925 w Stanisławie Dolnym) – polski działacz partyjny i państwowy, inżynier mechanik, pułkownik Ludowego Wojska Polskiego. Podsekretarz stanu w Ministerstwie Przemysłu Ciężkiego (1974–1976) oraz Ministerstwie Przemysłu Maszyn Ciężkich i Rolniczych (1976–1980).

## Życiorys
Syn Antoniego i Pauliny. Do 1939 ukończył pierwszą klasę Gimnazjum Ogólnokształcącego w Wadowicach, w 1943 ukończył szkołę zawodową w Sułkowicach jako tokarz. Do 1945 pracował w tym zawodzie w Zakładach Remontowych w Krakowie, następnie zgłosił się do służby wojskowej. Absolwent Oficerskiej Szkoły Broni Pancernej w Modlinie (dyplom z marca 1946) i Fakultetu Wojsk Pancernych, Samochodowych i Inżynieryjnych Wojskowej Akademii Technicznej (1959) ze specjalnością w eksploatacji i naprawie czołgów.
W latach 1945–1959 służył w Ludowym Wojsku Polskim, awansując do stopnia pułkownika rezerwy. Służył kolejno w 25 Pułku Artylerii Pancernej, w 10 Ruchomych Warsztatach Naprawy Czołgów i 33 Rejonowym Przedstawicielstwie Wojskowym przy Zakładach Mechanicznych im J. Stalina w Łabędach (szef w latach 1951–1953). Należał do Polskiej Partii Robotniczej i Polskiej Zjednoczonej Partii Robotniczej. W latach 1947–1948 należał do egzekutywy Komitetów Pułkowych PPR w Opolu, Żarach i Żaganiu, po 1948 członek egzekutywy Komitetu Pułkowego i członek Komitetu Zakładowego PZPR w Gliwicach oraz sekretarz OOP PZPR. W 1959 przekazany do dyspozycji ministra przemysłu ciężkiego. Zajmował stanowiska dyrektora Zakładów Metalowych „Łabędy” w Gliwicach (1959–1967) i dyrektora naczelnego Zjednoczeniu Przemysłu Taboru Kolejowego „Tasko” w Poznaniu (1967–1974). Następnie pełnił funkcję podsekretarza stanu w Ministerstwie Przemysłu Ciężkiego (lipiec 1974 – marzec 1976) oraz Ministerstwie Przemysłu Maszyn Ciężkich i Rolniczych (marzec 1976 – maj 1980).

## Wyróżnienia
W 1973 wpisany do Honorowej Księgi Czynów Żołnierskich.